# 돈지루
돈지루(일본어: 豚汁) 또는 부타지루(일본어: 豚汁)는 돼지고기와 채소를 넣어 끓이고 미소로 맛을 낸 일본의 요리이다. 건더기가 많고 돼지고기가 들어간 미소시루의 한 종류이다.

## 만드는 방법

### 재료
지역이나 가정마다 재료에 차이가 있으나 다음은 일반적인 재료들의 목록이다.
- 미소, 사케카스
- 간장, 미림, 술, 다시
- 돼지고기 (지방이 있는 고기, 갈비살을 많이 사용함)
- 우엉, 무, 당근 등 뿌리채소
- 파
- 배추, 양배추 등 잎채소
- 토란, 감자, 고구마
- 곤약
- 두부, 유부, 구운두부
- 표고, 만가닥버섯 등 버섯

이외에도 다양한 채소가 사용되며 취향에 따라 시치미토가라시, 생강 등의 향신료를 넣기도 한다.

## 같이 보기
- 일본 요리
- 미소시루